# Tomaz Druml
Tomaz Druml, né le 28 mars 1988 à Feistritz an der Gail, est un coureur slovène de combiné nordique. Il a couru précédemment pour l'Autriche.
Au cours de sa carrière, il a pris le départ de 92 départs en coupe du monde et remporté à deux reprises la coupe continentale en 2010 et 2014.

## Biographie
Enfant, il commence le saut à ski puis le combiné nordique. Vers 12-13 ans, il remporte son premier succès, une coupe d'Autriche.
En 2005, il participe à la Coupe du monde B. Membre de l'équipe nationale autrichienne, Tomaz Druml participe aux Championnats du monde juniors en 2006, à Kranj, où il décroche une médaille d'argent dans l'épreuve par équipes. Juste après, il participe pour la première fois à la Coupe du monde le 4 mars 2006 à Lahti. Il se classe 39e de la course qui est remportée par Magnus Moan.
Il remporte sa première victoire en coupe continentale à Lake Placid en décembre 2006. Il réalise le quatrième temps de ski puis deux bons sauts et remporte cette mass start devant Tino Edelmann,.
Quelques mois plus tard, il décroche l'or dans la même discipline, lors des mondiaux junior organisés à Tarvisio. Enfin, en 2008, lors des Mondiaux junior de Zakopane, il obtient la médaille d'or dans l'épreuve de sprint ainsi que celle d'argent à dans l'épreuve par équipes et dans l'épreuve sur petit tremplin.
Il a remporté la Coupe continentale de combiné nordique en 2010 ainsi qu'en 2014. En coupe du monde, ses meilleures performances sont deux huitièmes places, obtenues en février 2013 à Almaty. Il obtient un podium par équipes à Sotchi le 3 février 2013 (troisième place).
Il manque l'intégralité de la saison 2015-2016 en raison de trouble du rythme cardiaque. Il revient à la compétition lors de la saison 2016-2017 mais il est écarté de l'équipe autrichienne à la fin de la saison. Par conséquent, il décide de courir pour la Slovénie et il vise les Jeux olympiques de 2018,. Cependant, quelques mois plus tard, il décide d'arrêter sa carrière en raison de ses problèmes cardiaques qui l'empêchent de s'entraîner comme il le souhaiterait. Il termine sa carrière lors de la course par équipe de Lillehammer où il est le dernier relayeur de l'équipe slovène,.

## Résultats

### Coupe du monde

#### Différents classements en Coupe du monde
| Année     | Classement général final |
| 2006-2007 | 34e                      |
| 2007-2008 | 47e                      |
| 2008-2009 | 43e                      |
| 2009-2010 | 29e                      |
| 2010-2011 | 43e                      |
| 2011-2012 | 33e                      |
| 2012-2013 | 30e                      |
| 2013-2014 | 47e                      |
| 2014-2015 | 40e                      |

#### Détail des résultats
- Meilleur résultat individuel : 8e.

| Place / Épreuve | Place / Épreuve | Gundersen | Sprint | Mass Start | Penalty Race | Team Sprint | Relais | Total |
| --------------- | --------------- | --------- | ------ | ---------- | ------------ | ----------- | ------ | ----- |
| 1re place       |                 |           |        |            |              |             |        |       |
| 2e place        |                 |           |        |            |              |             |        |       |
| 3e place        | 3e place        |           |        |            |              |             | 1      | 1     |
| Top 10          | Top 10          | 6         |        |            |              | 1           | 1      | 8     |
| Points          | Points          | 50        | 2      |            | 2            | 1           | 2      | 57    |
| Départ          | Départ          | 80        | 6      | 1          | 2            | 1           | 2      | 92    |

### Coupe continentale
- Vainqueur du classement général en 2010 et 2014.
- 34 podiums dont 15 victoires.

### Championnats du monde juniors
| Épreuve / Édition    | Épreuve / Édition    | Kranj 2006 | Tarvisio 2007 | Zakopane 2008 |
| -------------------- | -------------------- | ---------- | ------------- | ------------- |
| Gundersen individuel | Gundersen individuel | 4e         | 4e            | 2e            |
| Sprint               | Sprint               | 10e        | 5e            | 1re           |
| Par équipe           | Par équipe           | 2e         | 1re           | 2e            |

### Grand Prix d'été
| Année | Classement général final |
| 2011  | 45e                      |
| 2012  | 15e                      |
| 2013  | 17e                      |
| 2014  | 10e                      |
| 2015  | 39e                      |
| 2016  | 38e                      |